# ألين كنوتسون
ألين كنوتسون (بالإنجليزية: Allen Knutson) هو رياضياتي وأستاذ جامعي أمريكي، ولد في 24 أكتوبر 1969.